# Johann Adam Möhler
Johann Adam Möhler (ur. 6 maja 1796 w Igersheim, zm. 12 kwietnia 1838 w Monachium) – niemiecki teolog katolicki.
Został pochowany na Starym Cmentarzu Południowym w Monachium.

## Wybrane publikacje
- Die Einheit in der Kirche oder das Princip des Katholicismus (Tübingen, 1825)
- Athanasius der Grosse u. d. Kirche seiner Zeit (2 tomy., Mainz, 1827)
- Symbolik, oder Darstellung der dogmatischen Gegensätze der Katholiken u. Protestanten nach ihren öffentlichen Bekenntnissschriften (Mainz, 1832; 8th ed., 1871-1872)
- Neue Untersuchungen der Lehrgegensätze zwischen den Katholiken u. Protestanten (1834)
- Gesammelte Schriften u. Aufsatze, pod redakcją Johanna Josepha Ignaza von Döllingera (1839)
- Patrologie by Reithmayr (1839)